# 阮文訓
阮文訓（越南语：／；？—1798年），一作阮文化，越南西山朝將領。官拜護駕將軍。
阮文訓是北河人，後與哥哥阮文名一起投奔西山軍，為張文憲的部將。阮惠登基之後，阮文訓被封為護駕將軍。
1793年，舊阮君主阮福映入侵歸仁。歸仁朝廷的阮岳不敵，派人向富春朝廷求救。富春朝廷的君主阮光纘聞報後，派遣護駕將軍阮文訓，同太尉范公興、大司隸黎忠、大司馬吳文楚一起，率軍17000人、戰象80餘匹前往援助；同時又派大統領鄧文真率水軍往救。阮福映見力不能敵，率軍撤退。來自富春（今順化）的援軍隨後進入歸仁城，將這個城池接收。阮岳氣憤而死，阮文寶嗣位。阮文寶被富春朝廷廢為孝公，以阮文訓、大司隸黎忠、侍中裴得宙留在歸仁城監視其舉動。
1795年，富春朝廷的大臣們發生傾軋，武文勇將執掌大權的太師裴得宣逮捕。身在歸仁的阮文訓，則將裴得宙（裴得宣之子）逮捕，押往富春。正在圍攻延慶城的將軍陳光耀聞變，率軍回朝靖亂，與武文勇對抗。阮文訓向陳光耀投降。而陳光耀與武文勇則在短暫地衝突之後同時接受了阮光纘的斡旋。此後，阮文訓受封為少保，與阮文名、武文勇、陳光耀四人同掌朝政，號稱四柱大臣。
1798年，阮福映再次攻打歸仁。而在此時，西山朝的陳光耀與阮文訓、阮文名、武文勇不和，黎忠率軍回到富春，聯合阮文訓、阮文名、武文勇，將陳光耀的兵權全部奪去。阮文寶久已不滿富春朝廷，趁機私下與阮福映勾結，據城叛亂。阮福映派阮文誠前去接應，但阮文誠兵未到，阮光纘便攻破歸仁，將阮文寶處死。有政敵借機向阮光纘告發黎忠，認為黎忠是應該對此事負責。於是黎忠被召回富春處死。受到黎忠的牽連，不久後阮文訓也被處死。